# Prečna flavta
Prečna flavta je glasbeni inštrument iz skupine pihal.

## Opis
Prečna flavta ima 12 zaklopk. Pri novejših flavtah ima 5 od 12 zaklopk luknjice, ki jih mora flavtist ali flavtistka pokriti s prsti. Po navadi je narejena iz kovine. Flavte so narejene iz masivnega srebra, srebra, platine ali zlata. V družino flavt spadajo piccolo, flavta, alt flavta, bas flavta, flavta d'amore, kontrabas flavta in subkontrabas flavta. Ker se vanjo piha, spada med pihala. Pri igranju dihamo s prepono. H-flavta ima razpon od tona h do tona f4, c-flavta od c1 do d4, piccolo od c1 do d4. Flavto držimo na desni strani z obema rokama. Z 2 prstom leve roke in 1 prstom desne roke držimo celo flavto. Med igranjem flavto pritisnemo na spodnjo čeljust in odpremo vrat ( iztegnemo vrat) in flavto držimo pravokotno na usta za boljši zvok. Večinoma je srebrne ali zlate barve. 